# モーリス・アレ
モーリス・アレ（Maurice Allais、1911年5月31日 - 2010年10月10日）は、フランスの経済学者・物理学者。姓のカタカナ表記はアレーとも。ノーベル経済学賞を1988年に受賞した。

## 略歴
- 1911年　モーリス・アレはパリに生まれる（両親はチーズ店を経営していた）。
- 1915年　父はドイツの捕虜として死去する。
- 1931年～1933年　モーリスは理工科学校（エコール・ポリテクニーク）に入学し、首席で卒業する。
- 1934年～1936年　高等師範鉱山学校（Ecole Nationale Superieure des Mines, Priss）を卒業する。
- 1937年～1939年　ナンテス鉱業局長（鉱山技師）として勤務する。
- 1939年～1940年　兵役に入り、フランスの敗北まで精力的に働く。
- 1940年～1943年　ナンテス鉱業局長（鉱山技師）として再び勤務する。
- 1943年～1948年　鉱業書類統計局の局長となる。
- 1944年～1980年　高等師範鉱山学校（ENSM）の経済学教授となる。
- 1947年～1968年　パリ大学統計研究所（Institute of Statistics, University of Paris）の理論経済学教授となる。
- 1967年～1970年　ジュネーヴ高等研究所（Graduate Institute of International Studies）の経済学教授となる。
- 1980年　定年を迎えたが、生涯、研究・教育活動に取り組んだ。
- 1988年　ノーベル経済学賞を受賞する。
- 2010年　パリ近くのSaint-Cloudで死去。

## 人生
- 1947年、モン・ペルランの会の設立と同時に入会した。
- 1948年には、彼の最初期の研究成果を数冊出版した。
- 彼は研究者・教師として充実した生活を送り、科学賞を14回受賞した。その中には国立科学研究所金賞、ノーベル経済学賞もある。ジャーナリストのマージョリー・ヘクトは、「アレのノーベル経済学賞受賞はアレの思想を英語を介して世界に知らしめる転機となった」と述べている[2]。

## 「カレーの旅行者」
- モーリス・アレは、「旅行者一人をカレーからパリ行きの列車で運ぶ時いくらかかると言えるか」という問題を考えた。
  - 車掌にとって一人分の追加リソースは現実的に算出可能でないだろうし、ほとんど何も言えないと回答したくなるだろう(限界費用ゼロ)
  - 列車長はもう少し計算可能である。仮に60人の旅行者を同様に輸送する時、列車を一両追加で連結する必要がある。したがって輸送期間中に一両追加する費用の1/60を請求すると回答できる
  - 路線の管理者はそのように言わない。車両は無制限に追加できるわけではなく、20両を超えたら便数を増発する必要がある。したがって前項の一両の1/60の費用に加えて、エンジンの費用と運転手の給料の1/1200を請求すると回答できる
  - 路線の代表者はこれらのいずれにも賛同しない。複数の便を同一の路線で安全に運用することは不可能であり、路線の増設には一日あたり50便の増発がなければ応じられない。したがって(輸送時間に関係なく)路線費用の1/120000がさらに追加される
- モーリス・アレはこのような一連の概算によって、鉄道会社が行き詰まらないようなチケットの最低価格に到達できることを示した。この理屈は「カレーの旅行者」という隠喩的な名前で知られている。

## アレのパラドクス
- アレの発言で最も有名なのは、1953年にニューヨークで行われた会議における「アレのパラドクス（英語版）」である。これは、ジョン・フォン・ノイマンが発展させた期待効用の考え方を基礎にしている。
- この会議のとき、アレは、連続する2回のくじに関する質問を、たくさんの参加者に問いかけた。
  - 1回目のくじ
    - オプションA：確実に1,000ドルがもらえる。
    - オプションB：10%の確率で2,500ドルがもらえて、89%で1,000ドル、そして1%は賞金なし。

  - 2回目のくじ
    - オプションA：11%の確率で1,000ドルがもらえて、89%は賞金なし。
    - オプションB：10%で2,500ドルもらえて、90%は賞金なし。
- ほとんどの場合、参加者は1回目のくじではAを選択し、2回目のくじではBを選択する。1回目のくじにおいては、個人は期待利得の低い方を選択し、2回目のくじにおいては、期待利得が大きい方を選択したのだ。この実験は何度も繰り返されたが、全て同じ結果になった。
- このパラドクスは、新しい学問である行動経済学において、プロスペクト理論などで理論的な説明がなされている。

## アレ効果
- 「アレ効果」は「アレの特異状態」とも呼ばれるもので、1954年にアレが証明した。アレ効果は、中断により起こる。皆既日食の間、振り子時計は正常な動作をするように調整される。1959年の日食のとき、物理学者アレは自分の理論を証明を試みた。しかしそれは今日に至るまで成功していない。アレ効果は稀にしか観測されない。その主な理由は、皆既日食が稀少であることと、厳密な実験計画の設計と維持が難しいことである。いまのところ、最新の実験でもアレ効果の存在を確信させる結果は出ていない。
- 今日までの実験結果から考えると、アレ効果はエーテルという物体によるものだと考えられる。エーテルとは、宇宙でanisotropiqueを手に入れるためのものである。アレは自分の理論を、1997年の著書『宇宙におけるanisotropie』で解説している。

## 語録
- あえて言うが、銀行が通貨を創造することと犯罪者が通貨を偽造することの違いは、法律で禁止されているかどうかだけだということは、みな知っているだろう。
- 制度上の市場経済は、世界規模の自由貿易を支持する自由放任主義者の奇妙な仮装行列とはまったく違うものだし、また、これら2つに共通点はまったく無い。

## 論文
- モーリス・アレは90本以上の論文を発表した。
- アレの著書のうち最も重要なものに、『今日の世界の危機』（クレマン・ジュグラー、1999）がある。この本のなかで、アレは、リベラル陣営は世界規模での財政システムの改革をトービン以上に積極的に提言していることを指摘しており、そして、もし彼らが「左派の経済学者」になるならば、それはユートピア主義的で良くないと主張している。その本の献辞はこうだ：「この本は世界的な自由貿易主義者のイデオロギーや、致命的に間違ったイデオロギーによる世界中の無数の犠牲者のなかで、自由貿易イデオロギーに踊らされていない賢明な人に捧げる。」

## 文献
- Le comportement de l'homme rationnel devant le risque: critique des postulats et axiomes de l'école Americaine, Econometrica 21, 503 - 546. 1953
- La crise mondiale aujourd'hui (Clement Juglar, 1999).